# Lijst van Amerikaanse Playmates (1953-1959)
Deze lijst van Amerikaanse Playmates (1953-1959) is een overzicht van de Playmates die in de jaren 1953 tot en met 1959 in de Amerikaanse uitgave van Playboy hebben gestaan.
| Maand en jaar  | Omslagmodel | Centerfoldmodel       | Anderen / opmerkingen    |
| -------------- | --- | --------------------- | ------------------------ |
| december 1953  | Marilyn Monroe | Marilyn Monroe        |                          |
| januari 1954   | | Margie Harrison       |                          |
| februari 1954  | Yvonne Ménard | Marilyn Waltz         |                          |
| maart 1954     | Joanne Arnold | Dolores Del Monte     |                          |
| april 1954     | Leigh Lewin | Marilyn Waltz         |                          |
| mei 1954       | geen model | Joanne Arnold         |                          |
| juni 1954      | geen model | Margie Harrison       |                          |
| juli 1954      | geen model | Neva Gilbert          |                          |
| augustus 1954  | geen model | Arline Hunter         |                          |
| september 1954 | geen model | Jackie Rainbow        |                          |
| oktober 1954   | Madeline Castle | Madeline Castle       |                          |
| november 1954  | | Diane Hunter          |                          |
| december 1954  | Terry Ryan | Terry Ryan            |                          |
| januari 1955   | | Bettie Page           |                          |
| februari 1955  | Leigh Lewin, Arlene Kieta | Jayne Mansfield       |                          |
| maart 1955     | geen uitgave |                       |                          |
| april 1955     | Leigh Lewin | Marilyn Waltz         |                          |
| mei 1955       | Leigh Lewin | Marguerite Empey      |                          |
| juni 1955      | Donna Kime | Eve Meyer             |                          |
| juli 1955      | Janet Pilgrim | Janet Pilgrim         |                          |
| augustus 1955  | Joanne Arnold | Pat Lawler            |                          |
| september 1955 | Marilyn Monroe | Anne Fleming          |                          |
| oktober 1955   | Marilyn McClintock | Jean Moorehead        |                          |
| november 1955  | Barbara Cameron | Barbara Cameron       |                          |
| december 1955  | Janet Pilgrim | Janet Pilgrim         |                          |
| januari 1956   | Jean Moorehead | Lynn Turner           |                          |
| februari 1956  | Pat Lawler Margaret Scott Eve Meyer | Marguerite Empey      |                          |
| maart 1956     | Marian Stafford | Marian Stafford       |                          |
| april 1956     | geen model | Rusty Fisher          |                          |
| mei 1956       | Dolores Taylor | Marion Scott          |                          |
| juni 1956      | | Gloria Walker         |                          |
| juli 1956      | | Alice Denham          |                          |
| augustus 1956  | | Jonnie Nicely         |                          |
| september 1956 | Diane Harmsen | Elsa Sorensen         |                          |
| oktober 1956   | Mary Ann, Shirley | Janet Pilgrim         |                          |
| november 1956  | | Betty Blue            |                          |
| december 1956  | Lisa Winters | Lisa Winters          |                          |
| januari 1957   | Marian Scott Elsa Sorensen Alice Denham Rusty Fisher Lisa Winters Betty Blue Marguerite Empey Marian Stafford Jonnie Nicely Gloria Walker Janet Pilgrim Lynn Turner | June Blair            |                          |
| februari 1957  | Jayne Mansfield | Sally Todd            |                          |
| maart 1957     | Sandra Edwards | Sandra Edwards        |                          |
| april 1957     | Elaine Conte | Gloria Windsor        |                          |
| mei 1957       | geen model | Dawn Richard          | Tina Louise              |
| juni 1957      | geen model | Carrie Radison        | Vikki Dougan             |
| juli 1957      | Dawn Richards | Jean Jani             |                          |
| augustus 1957  | Dolores Donlon | Dolores Donlon        |                          |
| september 1957 | Jacquelyn Prescott | Jacquelyn Prescott    |                          |
| oktober 1957   | | Colleen Farrington    |                          |
| november 1957  | | Marlene Callahan      | Sophia Loren             |
| december 1957  | Lisa Winters Linda Vargas | Linda Vargas          |                          |
| januari58      | Lisa Winters Marian Stafford June Blair Gloria Walker Gloria Windsor Jean Jani                                                                                      | Elizabeth Ann Roberts |                          |
| februari 1958  | | Cheryl Kubert         | Jayne Mansfield          |
| maart 1958     | Brigitte Bardot Michiko Hamamura | Zahra Norbo           | Brigitte Bardot          |
| april 1958     | | Felicia Atkins        |                          |
| mei 1958       | Lari Laine | Lari Laine            | Tina Louise              |
| juni 1958      | Judy Lee Tomerlin | Judy Lee Tomerlin     |                          |
| juli 1958      | Joyce Nizzari | Linné Ahlstrand       |                          |
| augustus 1958  | | Myrna Weber           |                          |
| september 1958 | Teri Hope | Teri Hope             | June Wilkinson           |
| oktober 1958   | Babette Mara Corday Pat Sheehan | Mara Corday           |                          |
| november 1958  | | Joan Staley           | Brigitte Bardot          |
| december 1958  | | Joyce Nizzari         | Jayne Mansfield          |
| januari 1959   | Elizabeth Ann Roberts Teri Hope Myrna Weber Cheryl Kubert Lari Laine                                                                                                | Virginia Gordon       |                          |
| februari 1959  | | Eleanor Bradley       |                          |
| maart 1959     | | Audrey Daston         |                          |
| april 1959     | geen model | Nancy Crawford        | Tina Louise              |
| mei 1959       | Cindy Fuller Fran Stacy Mary Jane Ralston | Cindy Fuller          |                          |
| juni 1959      | | Marilyn Hanold        |                          |
| juli 1959      | | Yvette Vickers        |                          |
| augustus 1959  | Clayre Peters | Clayre Peters         | June Wilkinson           |
| september 1959 | Marianne Gaba | Marianne Gaba         | Bunny Yeager's beauties  |
| oktober 1959   | Eleanor Bradley | Elaine Reynolds       | Kim Novak Elaine Stewart |
| november 1959  | geen model | Donna Lynn            | Linda Cristal            |
| december 1959  | | Ellen Stratton        |                          |